# Канки
Канки́ (исп. Kankí) — деревня в Мексике, в штате Кампече, входит в состав муниципалитета Тенабо. Численность населения, по данным переписи 2020 года, составила 268 человек.

## Общие сведения
Название Kankí с майяского языка можно перевести как: дикий кустарник с жёлтыми цветами.
В 1 км к северу от деревни находится одноимённая археологическая зона с древними строениями майя.
Сама деревня расположена в 12 км к юго-востоку от административного центра — города Тенабо.

## Население
| Год  | Численность | Численность |
| ---- | ----------- | ----------- |
| 2000 | 164         | [ 5 ]       |
| 2005 | 183         | [ 6 ]       |
| 2010 | 202         | [ 7 ]       |
| 2020 | 268         | [ 8 ]       |